# Érize-la-Petite
Érize-la-Petite è un comune francese di 66 abitanti situato nel dipartimento della Mosa nella regione del Grand Est.

## Società

### Evoluzione demografica
Abitanti censiti